# Dennis King
Dennis King (Coventry, 2 november 1897 – New York, 21 mei 1971) was een Britse acteur en zanger.

## Biografie
King werd geboren als Dennis Pratt op 2 november 1897 in Coventry. Hij was de zoon van John Pratt en Elizabeth King en koos ervoor om de meisjesnaam van zijn moeder te gebruiken voor zijn carrière. Hij had een zus en drie broers. King beschreef zijn vader als "een man met een enorme visie maar weinig initiatief", wat resulteerde in het feit dat het gezin "erg arm" was.
Hij kwam op 14-jarige leeftijd voor het eerst in aanraking met het theater door een baantje bij het Birmingham Repertory Theater. Hij trad voor het eerst op toen hij 16 was. Hij diende in de Oxford Bucks Infantry tijdens de Eerste Wereldoorlog en geraakte gewond aan zijn gezicht door granaatscherven.
In 1919 trad hij in het huwelijk actrice Edith Wright, ze bleven getrouwd tot haar dood in 1963. Het koppel kreeg twee zonen, Dennis King Jr. en musicalacteur John Michael King, die de rol van Freddy Eynsford Hill in My Fair Lady speelde.
King werd in 1953 Amerikaans staatsburger. In juni 1965 werd hij benoemd tot president van The Players, een sociëteit in New York.
Dennis King stierf op 21 mei 1971 op 73-jarige leeftijd aan een hartziekte in het University Hospital in New York.

## Carrière
King had een toneelcarrière in zowel drama (inclusief Shakespeare) als musicals. Hij emigreerde in 1921 naar de Verenigde Staten en had een succesvolle carrière op Broadway. Tot zijn meest opmerkelijke optredens behoorde zijn rol in de originele productie van Rudolf Friml's Rose-Marie, waarin hij de nummers "Rose-Marie" en "Indian Love Call" vertolkte,  en de rol van Captain Fairfax in het bekroonde toneelstuk Billy Budd (1951) van Louis O. Coxe en Robert H. Chapman.
King debuteerde in Londen in 1919 en op Broadway in 1921. Zijn carrière verlegde zich van drama naar muziek nadat Oscar Hammerstein hem in zijn kleedkamer hoorde zingen. Aangemoedigd door Hammerstein deed King auditie voor de mannelijke hoofdrol in Rose-Marie. Zijn succes in die productie leidde tot optredens in andere muzikale comedyshows.
Hij speelde in twee musicalfilms, waaronder The Vagabond King uit 1930, en had niet-zingende rollen in twee andere films.
King was een van de eerste bekende acteurs die zich bijna uitsluitend aan televisie wijdde. Hij verscheen in zes volledige drama's op tv van de herfst van 1948 tot februari 1949. Hij was ook te zien in tv-musicalproducties, waaronder Knickerbocker Holiday (1950), Babes in Toyland (1950), Jack and the Beanstalk (1956), Aladdin (1958) en The Mikado (1960).